# 毕生忠
毕生忠（1961年—），青海贵德人，汉族，中國共產黨黨員，中华人民共和国政治人物。

## 生平
2013年，担任全国人大代表。2018年2月24日，当选为第十三届全国人大代表。